# البرتغال خلال الحرب العالمية الأولى

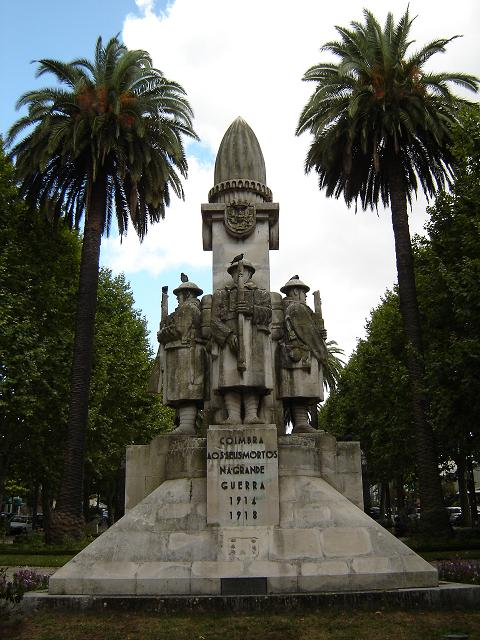
نصب تذكاري للجنود البرتغاليين الذين قتلوا في الحرب العالمية الأولى في قلمرية، البرتغال

لم تشكل البرتغال في البداية جزءا من نظام التحالفات الذي شارك في الحرب العالمية الأولى، وبالتالي ظلت محايدة مع بداية الصراع في عام 1914. ولكن بالرغم من ان البرتغال وألمانيا ظلتا على سلام رسميا منذ أكثر من عام ونصف العام بعد اندلاع الحرب العالمية الأولى إلا أن هناك الكثير من الاشتباكات العدائية بين البلدين. وكانت البرتغال ترغب في الإذعان للطلبات البريطانية للحصول على المساعدة وحماية مستعمراتها في أفريقيا ومن ثم وقعت اشتباكات مع القوات الألمانية في جنوب أنغولا البرتغالية التي تجاور جنوب غرب أفريقيا الألمانية في عام 1914 وعام 1915. كما نشأت التوترات بين ألمانيا والبرتغال نتيجة لحرب الزوارق الحربية الألمانية، التي سعت إلى حصار المملكة المتحدة، في الوقت الذي كانت فيه أهم سوق للمنتجات البرتغالية. وفي نهاية المطاف، أسفرت التوترات عن إعلانات بشن حرب، أولا من قبل ألمانيا ضد البرتغال في مارس 1916.
وقد قتل حوالي 12,000 جندي برتغالي خلال الحرب العالمية الأولى، بمن فيهم أفارقة خدموا في قواتها المسلحة في الجبهة الاستعمارية. تجاوز عدد القتلى المدنيين في البرتغال 220,000: 82,000 بسبب نقص الغذاء و138،000 بسبب الإنفلونزا الأسبانية.

### الأعمال الوارد ذكرها
- Paice، Edward (2008). Tip & Run. The Untold Tragedy of the Great War in Africa. لندن: Orion Publishing Group. ISBN:978-0753823491.